# Pascal Moulin
Pour les articles homonymes, voir Moulin.
 (août 2024).
Pascal Moulin, né le 4 août 1966 à Lorient, est un footballeur français reconverti entraîneur.

## Biographie

### Joueur
En 1995, Pascal Moulin arrive au Stade athlétique spinalien, promu en Division 2, en provenance de Dijon. Le SAS fait un bon début de saison marqué notamment par la mythique victoire face à l'Olympique de Marseille (2-0) dès la seconde journée. Le club bat aussi le Stade Malherbe de Caen (4-0), futur champion. La suite est plus compliquée. Le club se sauve à la dernière journée et finit 18e.
La saison suivante est un véritable chemin de croix pour le SAS. Le club est lanterne rouge toute la saison. Vite décrochés, les jaune et bleu finissent avec 26 points, 75 buts encaissés et une différence de buts de -49.
Pascal Moulin quitte le club.

### Entraîneur
Arrivé comme entraîneur-joueur au FC Montceau Bourgogne en 2000, le club retrouve le CFA 2 sous sa direction.
Pascal Moulin arrive sur le banc de l'US Orléans à l'été 2005 en provenance du CS Louhans-Cuiseaux, club avec lequel il connaît la montée en National en 2004, en tant qu'entraîneur adjoint. Il débarque dans le Loiret en prenant en charge l'équipe réserve, alors en Division d'Honneur Centre, et en étant l'adjoint de Bruno Steck, l'entraîneur de l'équipe première. Sa première saison au club est une grande réussite, puisqu'il réalise un parcours quasi sans faute avec la réserve en DH, termine logiquement à la première place du classement et accède donc au CFA 2. Pour la saison 2006-2007, Pascal Moulin est nommé entraîneur général du club et de l'équipe première, en CFA. Malgré un début de championnat compliqué, l'USO remonte la pente et finit sa saison à la sixième place du groupe C. À noter aussi le beau parcours des Jaunes & Rouges en Coupe de France lors de cette saison. L'USO est éliminé en seizième de finale face au Racing Club de Lens (L1), sur le score de 1-3 au Stade de la Source. Moulin ne reste qu'une saison à ce poste et s'en va entraîner un autre club de CFA, l'AS Moulins.
Arrivé au cours de l'été 2007 pour prendre la succession de Benoît Tihy, Pascal Moulin passe cinq saisons bien remplies à l'AS Moulins. Quatre saisons de CFA terminées dans la première partie du tableau et une saison de National ponctuent la carrière moulinoise réussie du natif de Lorient.
En 2012, après cinq saisons comme entraîneur de l’AS Moulins qu’il réussit à faire monter en National, Pascal Moulin rompt son contrat à l’amiable, alors qu'il lui reste un an à faire, à la suite d'un changement de direction.
Il devient entraîneur de l'équipe de Jura Sud Foot qui évolue en CFA,.